# Bystřice (ort i Tjeckien, lat 50,39, long 15,24)
Bystřice är en ort i Tjeckien. Den ligger i den centrala delen av landet, 70 km nordost om huvudstaden Prag. Bystřice ligger 286 meter över havet och antalet invånare är 309.
Terrängen runt Bystřice är platt, och sluttar söderut. Runt Bystřice är det ganska tätbefolkat, med 56 invånare per kvadratkilometer. Närmaste större samhälle är Jičín, 9,1 km nordost om Bystřice. Trakten runt Bystřice består till största delen av jordbruksmark.